# Cerapachys villiersi
Cerapachys villiersi é uma espécie de formiga do gênero Cerapachys.